# Crevant-Laveine
 Crevant-Laveine  es una población y comuna francesa, situada en la región de Auvernia, departamento de Puy-de-Dôme, en el distrito de Thiers y cantón de Lezoux.

## Demografía
| 657 | 662 | 689 | 713 | 764 | 828 |
| Para los censos de 1962 a 1999 la población legal corresponde a la población sin duplicidades (Fuente: INSEE [Consultar]) |     |     |     |     |     |